# Ihor Zajcev
Ihor Zajcev (in ucraino Ігор Зайцев?; Dnipropetrovs'k, 11 maggio 1989) è un cestista ucraino.

## Carriera
Con l'Ucraina ha disputato i Campionati mondiali del 2014 e tre edizioni dei Campionati europei (2013, 2015, 2017).

## Palmarès
- Campionato ucraino: 1

Chimik Južnyj: 2014-15
- SBL: 1

Taiwan Beer: 2019-20
- Coppa di Polonia: 1

Rosa Radom: 2016
- P. League+: 3

Fubon Braves: 2020-21, 2021-22, 2022-23